# Torneo de Luxemburgo 2016
El BGL Luxembourg Open 2016 es un torneo femenino de tenis jugado en pistas cubiertas duras patrocinado por BNP Paribas. Se trata de la 26ª edición de la BGL Luxemburgo Open, y parte de los torneos internacionales de la WTA Tour 2016. Se llevará a cabo en Ciudad de Luxemburgo, Luxemburgo del 17 de octubre al 23 de octubre de 2016.

## Cabezas de serie

### Individual Femenino
| Tenista            | Ranking | Preclasificada |
| Petra Kvitová      | 11      | 1              |
| Caroline Wozniacki | 22      | 2              |
| Kiki Bertens       | 23      | 3              |
| Caroline Garcia    | 25      | 4              |
| Laura Siegemund    | 29      | 5              |
| Misaki Doi         | 31      | 6              |
| Eugenie Bouchard   | 45      | 7              |
| Johanna Larsson    | 47      | 8              |

- Ranking del 10 de octubre de 2016

### Dobles femeninos
| Tenista                           | Ranking | Preclasificada |
| Raquel Atawo Abigail Spears       | 40      | 1              |
| Kiki Bertens Johanna Larsson      | 84      | 2              |
| Anna-Lena Grönefeld Květa Peschke | 97      | 3              |
| Demi Schuurs Renata Voráčová      | 142     | 4              |

## Campeonas

### Individual femenino
Monica Niculescu venció a  Petra Kvitová por 6-4, 6-0

### Dobles femenino
Kiki Bertens /  Johanna Larsson vencieron a  Monica Niculescu /  Patricia Maria Țig por 4-6, 7-5, [11-9]